# 스카이팀 카고
스카이팀 카고(영어: SkyTeam Cargo)는 스카이팀 산하에 둔 화물 전용 항공 동맹체로 화물 항공사를 대상으로 만들어진 항공 동맹으로 화물 항공사의 항공 동맹체 중 가장 규모가 크다. 2025년 현재 9개의 항공사가 가입되어 있다.

## 역사
- 2000년 : 대한항공 카고, 델타 항공 로지스틱스, 아에로멕시코 카고, 에어 프랑스 카고에 의해 설립.
- 2001년
  - 체코 항공 카고, 정회원으로 가입
  - 알리탈리아 카고, 정회원으로 가입.
  - 대한항공 카고, 델타 항공 로지스틱스, 에어 프랑스 카고 3사가 고객에게 미 수출 공동품목에대한 화물처리제도, 중앙예약시스템과 화물처리시설, 포괄적인 노선을 발족하였다.
- 2004년 : KLM 카고, 정회원으로 가입.
- 2005년 : 노스웨스트 항공 카고, 정회원으로 가입.
- 2008년 : 노스웨스트 항공이 델타 항공과의 합병으로 노스웨스트 항공 카고 탈퇴 후 델타 항공 로지스틱스에 합병.
- 2010년 : 중국남방항공 카고, 정회원으로 가입.
- 2011년 : 아에로플로트 카고, 정회원으로 가입.
- 2012년 : 중화항공 카고, 정회원으로 가입.
- 2013년
  - 중국화물항공, 정회원으로 가입.
  - 아르헨티나 항공 카고, 정회원으로 가입.
- 2014년 : 가루다 인도네시아 카고, 정회원으로 가입.
- 2019년
  - 중국남방항공 카고, 스카이팀 카고 탈퇴.
  - 사우디아 카고, 정회원으로 가입.
- 2022년
  - 아에로플로트 카고, 러시아의 우크라이나 침공사태로 인한 서방 국제 제재로 스카이팀 카고 회원 자격을 정지시킴.

## 같이 보기
- 와우 얼라이언스
- 스카이팀